# Tomáš Vybíral
Tomáš Vybíral (ur. 29 września 1911 w Písku, zm. 21 lutego 1981 w Londynie) – czechosłowacki wojskowy, as myśliwski okresu II wojny światowej, uczestnik kampanii francuskiej i bitwy o Anglię, dowódca 312 czechosłowackiego dywizjonu, po wojnie na emigracji.

## Życiorys
Tomáš Vybíral rozpoczął swoją karierę wojskową w latach 30. XX wieku. Po ukończeniu akademii wojskowej i kursu pilotażu, od lutego 1937 roku był pilotem 4 pułku lotniczego, bazującego na lotnisku Bratysława-Vajnory, od początku 1938 roku przeniesionego do bazy w Pradze-Kbely. Po zajęciu Czech przez III Rzeszę przedostał się do Polski, a stamtąd drogą morską do Francji, gdzie podobnie jak inni czescy uchodźcy podpisał kontrakt w Legii Cudzoziemskiej.
Po wypowiedzeniu Rzeszy wojny przez Francję został powołany w stopniu oficerskim do Armée de l'air. Po odbyciu treningu pilotażu na samolocie myśliwskim Hawk 75 otrzymał przydział do GC 1/5. W kampanii francuskiej 1940 roku uzyskał siedem potwierdzonych zestrzeleń, co przyniosło mu między innymi odznaczenie Krzyżem Wojennym z trzema palmami i dwiema srebrnymi gwiazdami oraz kawalerię Legii Honorowej. Po załamaniu się frontu przeleciał do Algierii, a stamtąd przedostał się do Wielkiej Brytanii.
Wstąpił do Royal Air Force i otrzymał przydział do 312 dywizjonu, formowanego z czechosłowackiego personelu. Na myśliwcach Hawker Hurricane uczestniczył w bitwie o Anglię, następnie brał udział w akcjach nad okupowaną Europą, Morzem Północnym i kanałem La Manche. Pod koniec 1941 roku został dowódcą eskadry, a w styczniu 1943 roku powierzono mu dowodzenie 312 dywizjonem, przezbrojonym wcześniej w myśliwce Supermarine Spitfire. Od stycznia 1944 roku dowodził bazą lotniczą RAF Ibsley, w której stacjonowały wszystkie trzy czechosłowackie dywizjony. Aktywnie uczestniczył w misjach taktycznych nad Europą, w tym wspieraniu lądowania w Normandii i desantu pod Arnhem oraz lotach nad Niemcami. Ogółem odbył 194 loty bojowe. Wojnę zakończył w stopniu podpułkownika lotnictwa czechosłowackiego i Wing Commandera RAF. Był odznaczony między innymi pięciokrotnie Krzyżem Wojennym Czechosłowackim 1939 oraz brytyjskimi Distinguished Service Order i Distinguished Flying Cross.
24 sierpnia 1945 roku przeleciał z grupą 11 innych pilotów do bazy lotniczej Praga-Ruzyně na samolocie o indywidualnym oznaczeniu kodowym VY. Powrócił do służby w lotnictwie wojskowym. Po przejęciu władzy przez komunistów przekroczył nielegalnie wraz z żoną granicę z Niemcami i przedostał się do Wielkiej Brytanii. Był oficerem RAF-u i aktywnym działaczem organizacji emigracyjnych. Zmarł w 1981 roku w Londynie, został pochowany na Brookwood Cemetery. Pośmiertnie został awansowany do czeskiego stopnia generała majora (Generálmajor).